# Японский осётр
Японский осётр (Acipenser multiscutatus) — вид рыб семейства осетровых, обитающий в водах Японии и Северо-Западной части Тихого океана. Он обитает как в пресной, так и в морской воде. Некоторые ихтиологи полагают, что он является разновидностью амурского осетра (Acipenser schrenckii).